# ژان باپتیست ون هلمونت
ژان باپتیست ون هلمونت (به فرانسوی: Jan Baptist van Helmont) (غسل تعمید ۱۲ ژانویه ۱۵۷۹ – درگذشته ۳۰ دسامبر ۱۶۴۴) دانشمند فلاندری، زیست‌شناس، پزشک و شیمی‌دان بود. او همچنین به عنوان بنیانگذار شیمی پنوماتیک شناخته می‌شود. معروفیت او امروزه مدیون نظریه خلق‌الساعه او است. او همچنین برای نخستین بار واژه گاز (از کلمه یونانی Chaos) به کار برده‌است.

## زندگی
ژان ون هلمونت، کوچکترین فرزند از ۵ فرزند ماریا و کریستین ون هلمونت بود. پدرش دادستان و عضو شورای شهر بروکسل بود. تحصیلات خود را در لوون ادامه داد و در پی چندین بار تغییر رشته، سرانجام به داروسازی روی آورد. مدتی ترک تحصیل نمود و به کشورهای سوئیس، انگلستان، فرانسه و ایتالیا سفر کرد. در سال ۱۵۹۹ به کشورش (بلژیک) بازگشت و موفق به اخذ مدرکی در رشته پزشکی گردید. در سالهای ۱۶۰۵ تا ۱۶۰۹ موفق به اخذ دکترای پزشکی گردید و در همان سال‌ها با دختری به نام مارگارت از خانواده‌ای اصیل و ثروتمند ازدواج نمود و صاحب ۶ یا ۷ فرزند شد. ثروت همسرش او را از ادامه کار برای تأمین معاش بی‌نیاز کرد و او تا پایان عمر به آزمایش‌های خود پرداخت.

## زندگی علمی
ون هلمونت از یک طرف دنباله رو دانشمندان سنتی بود که به عناصر چهارگانه اعتقاد داشتند و از طرف دیگر مانند گالیله به آزمایش و تجربه اعتقاد داشت و این تناقض در طول زندگی علمی او مشهود بود. او بنیانگذار شیمی پنوماتیک بود و برای نخستین بار به وجود گازهای متفاوت از جمله دی‌اکسید کربن در هوا پی برد. او نخستین کسی است که از کلمه گاز استفاده نمود.
در نظر ون هلمونت، عناصر چهارگانه به دو عنصر اصیل آب و هوا (باد) خلاصه می‌شدند. آتش به عنوان یک عنصر مورد قبول او نبود و خاک عنصری بود که زیرمجموعه آب و هوا قرار می‌گرفت.
از آنجایی که او پیرو پاراسل سوس (پزشک و کیمیاگر سوئیسی) بود انسان بسیار شکاکی می‌نمود. از طرفی او مثل افرادی مانند ویلیام هاروی و گالیله به روش آموزش نوین که برپایه آزمایش بود اعتقاد داشت. او به دقت در طبیعت نظر می‌کرد که این می‌تواند از بررسی اطلاعات جمع‌آوری شده او در آزمایش‌هایش ناشی شود که او به قانون بقای جرم اعتقاد داشت.
او به «نظریه خلق‌الساعه» جانداران اعتقاد داشت. او این تفکر را مورد آزمایش قرار داد. او یک پیراهن کثیف و چند دانه گندم را در گوشه‌ای قرار داد و پس از ۲۱ روز تعدادی موش در اطراف آن مشاهده کرد. او نتیجه گرفت که موش‌ها خود به خود از پیراهن کثیف و دانه‌های گندم پدید آمده‌اند. اگرچه این آزمایش و نتیجه‌گیری ممکن است امروزه ساده‌لوحانه به نظر آید، اما نباید فراموش نمود که اساس اندیشه علمی او که منطبق بر آزمایش بود، مبنای کار دانشمندان دیگر قرار گرفت و از این رو ارزشمند است. بعدها فرانچسکو ردی این نظریه را ابطال نمود.
در سال ۱۶۴۳، ون هلمونت معروف‌ترین آزمایش خود را بر روی یک قلمه درخت بید انجام داد که از آن به عنوان نخستین تجربه فیزیولوژی گیاهی یاد می‌شود. او قلمه را در گلدانی خاک کاشت و به مدت ۵ سال آبیاری کرد. سر انجام با وزن کردن درخت و خاک و مقایسه آن با وزن‌های اولیه، به این نتیجه رسید که ماده تشکیل دهنده درخت، خاک نیست. او همچنین به غلط نتیجه گرفت که ماده تشکیل دهنده درخت، آب است. باید توجه داشت این نتیجه‌گیری غلط از آنجا ناشی می‌شد که مفهوم گاز، سالها بعد توسط خود وی کشف شد.
او در زمینه پزشکی نیز نوآوری‌هایی داشت. او بجای از بین بردن علایم بیماری (مانند درد) که در نزد پزشکان آن دوره رواج داشت، به از بین بردن علت به وجود آورنده بیماری می‌پرداخت.

## دین و عقاید فلسفی
با این که او یک کاتولیک متعصب بود ولی مقاله " درمان درد توسط معجزه " او در مقابل جین روبرتی که تأثیر معجزه را انکار می‌کرد در سال ۱۶۲۱ موجب جلب سوء ظن کلیسا شد. این نوشته او توسط فراچسکو پسرش جمع‌آوری و تدوین و توسط لودویک الزویر با نام " سر چشمه طبابت " در آمستردام و سال ۱۶۴۸ منتشر شد. این نوشته با این که بر اساس کتاب " طلوع طبابت جدید " که در سال ۱۶۴۴ نشر شد بود ولی به آن محدود نمی‌شد. در نوشته‌های فراچسکو که بعداً ارائه شد عرفان و کمیا درهم آمیخته شدند.
او معتقد بود روحی وجود دارد که ذهن جاویدان در قالب آن است.